# Автокатастрофа под Петрозаводском (1990)
Автокатастрофа под Петрозаводском — дорожно-транспортное происшествие, случившееся вечером 8 июля 1990 года близ Петрозаводска, когда на железнодорожном переезде перегона Суоярви — Петрозаводск на скорости 80 км/ч произошло столкновение тепловоза ТЭП60-1226, следовавшего с пригородным поездом № 6383 с автобусом ЛиАЗ-677, в результате чего погибли 33 человека, 29 пострадали (по другим данным 35 человек).

## Хронология событий
Вечером 8 июля 1990 года в 17:15 рейсовый автобус ЛиАЗ-677 следовал по Суоярвскому шоссе из Падозера в Петрозаводск, вёл его 26-летний водитель автоколонны 1126. Всего в салоне находились более 80 пассажиров. На 14-м километре шоссе пересекало железнодорожную линию Суоярви — Петрозаводск (перегон Чална-Онежская — Томицы). Неохраняемый железнодорожный переезд изначально переезд был оборудован шлагбаумами, но они уже продолжительное время не работали. На светофоре переезда горели красные огни, а также был слышен предупредительный сигнал приближающегося поезда, поэтому водитель начал тормозить. За 300 метров до переезда автобус ЛиАЗ-677 кратковременно остановился, после чего продолжил следовать со скоростью около 40—50 км/ч. Затем непосредственно перед переездом водитель снизил скорость, но не остановился полностью. В 17:22 на скорости 30 км/ч автобус выехал на железнодорожные пути, где столкнулся с тепловозом ТЭП60-1226, который следовал с пригородным поездом № 6383. На скорости около 80 км/ч тепловоз врезался в правый борт ЛиАЗа и распорол его, в результате чего, пассажиры автобуса начали выпадать прямо под тепловоз. От удара автобус развернуло на 180 градусов, после чего он ударился о будку дежурного по переезду. Поезд остановился примерно через 800 метров от переезда. В катастрофе на месте погиб 21 пассажир. От полученных травм 2 пассажира скончались по дороге в больницу, а ещё 9 скончались в самой больнице. 26-и летний водитель автобуса выжил, 29 человек получили ранения разной степени тяжести. Многие из выживших пассажиров стали инвалидами. В поезде никто не пострадал, локомотивная бригада тепловоза ТЭП60-1226 находилась в шоковом состоянии..
Водитель спешил на телевизионную трансляцию финала чемпионата мира по футболу, поэтому проигнорировал запрещающий сигнал светофора.

## Последствия
Правительство Карельской Автономной Советской Социалистической Республики объявило среду 11 июля днём траура. В карельских церквях прошли панихиды. Водителя автобуса привлекли к суду. В ноябре 1990 года он был приговорён к 14 годам колонии, впоследствии срок был сокращён вдвое. Вокруг переезда был вырублен лес, что значительно улучшило видимость. Неподалёку от переезда вскоре был поставлен памятник погибшим.